# Pavla Forest
Pavla Forest, vlastním jménem Pavla Forstová (* 28. února 1962 Strakonice) je česká zpěvačka, skladatelka, textařka, zakladatelka a ředitelka RockOpery Praha, hlasová pedagožka, architektka a publicistka.

## Životopis
Narodila se jako Pavla Váňová ve Strakonicích 28. února 1962. Zpěvu se věnuje již od svých čtyř let. Začala jako sólistka dětského pěveckého sboru v Klatovech. Zde studovala na 4. ZDŠ, LŠU a gymnáziu. Umístila se na předních místech v republice v řadě pěveckých a recitačních soutěží. Od roku 1981 studovala na Fakultě architektury ČVUT v Praze (obory akustika, scénografie, koncertní síně), kterou úspěšně absolvovala v roce 1987. Vystudovala také zpěv na konzervatoři Jaroslava Ježka u prof. M. Bartošové, na Pražské státní konzervatoři u prof. N. Urbánkové, L. Nopové a J. Bernardové.
Má za sebou přes 30 let interpretační a skladatelské praxe v řadě žánrů od rocku přes jazz, alternativu až po klasickou hudbu, ale i disco a dance music. Prošla mnohými rockovými a jazzovými uskupeními (FYSIO, TOČR, Orchestr Čs. televize, KING SIZE international rock band). Dále spolupracovala s „experimentálním studiem Českého rozhlasu v Praze“, pro ČT nazpívala hlavní roli v muzikálu „Zvonokosy“ Jindřicha Brabce. Na mezinárodní úrovni navázala spolupráci s Kaminski production či Michael Jackson production.
V roce 1990 získala druhé místo v národní interpretační soutěži „Děčínská Kotva“ a o rok později druhé místo ve stejnojmenné skladatelské soutěži. V roce 1992 se stala laureátem ceny Pabla Cassalse – Barcelona za písňový cyklus „Requiem“ (skladba a interpretace).
Založila spolu s Milanem Steigerwaldem Agenturu Příkrý les pro agenturní a koncertní činnost, produkci a později i vydávání vlastních a spřátelených projektů alternativní, rockové a klasické hudby (1993).
Absolvovala několik studijních a pracovních zahraničních pobytů (Anglie – University of Guildford, Francie – Bretagne – Quimper, USA – New York City, Německo - Westerland – Sylt). V roce 1994 se začala věnovat rockové pedagogice („Come to Jam“ v pražských Stodůlkách, v současnosti Mezinárodní konzervatoř Praha – vedoucí oddělení rockové opery, jehož je zakladatelkou a autorkou pedagogické koncepce).
Je ředitelkou a producentkou RockOpery Praha, prvního rockového hudebního divadla v Česku. RockOpera Praha uvádí opery Oidipus Tyranus, 7 proti Thébám, Antigona, Romeo & Julie, Faust, Anna Karenina a Bardo Thödol, ke kterým napsala texty písní a libreta. Ztvárňuje v nich také řadu vedlejších zpívaných rolí a v Anně Karenině též roli titulní. V roce 2015 založila neziskovou organizaci RockOpera, z.s., která se věnuje podpoře kultury především ve směru k divadlu RockOpera Praha.

## Diskografie
- 1989 – 2009: studiové nahrávky sborových a sólových partů, více než 100 titulů
- 1991: CD King Size: Lovci těl (Popron) - rock
- 1992: CD King Size: Jezebel (DTM – Německo) - rock
- 1992: CD Hipodrom: Hipodrom 2 (Parma Productions) - disco/dance
- 1993: CD King Size: Happy Sapiens (Reflex Records) – rock
- 1995: CD Duše moderního člověka (Příkrý les) – písňový cyklus – soudobá vážná hudba
- 1996: CD Sight from the Trance (Příkrý les) – improvizovaná live kompozice – alternativní ethno
- 1997: CD King Size: Romeo a Julie (Příkrý les) – rock
- 2000: CD KATRYNA: Yadid Nefesh (Příkrý les) – world music, ethno
- 2004: CD King Size: KING SIZE 04 + videoklipy (Příkrý les) - rock
- 2006: Kateryna Kolcová Tlustá – Inspiration Klezmer (záštita Václava Havla)
- 2008: 2CD Antigona RockOpera (Příkrý les) - záznam inscenace RockOpery
- 2011: 2CD Oidipus Tyranus RockOpera (Příkrý les) - záznam inscenace RockOpery